# Dalrympelea borneensis
Dalrympelea borneensis är en pimpernötsväxtart som först beskrevs av Elmer Drew Merrill och L.M.Perry, och fick sitt nu gällande namn av Nor-ezzaw.. Dalrympelea borneensis ingår i släktet Dalrympelea, och familjen pimpernötsväxter. Inga underarter finns listade i Catalogue of Life.